# D-Wave Systems
D-wave Systems, Inc. és una empresa privada de computació quàntica, amb seu a Burnaby, British Columbia, Canadà. D-Wave fou declarada la primera companyia d'informàtica quàntica. La filosofia de treball d'aquesta empresa es basa exclusivament en els ordinadors quàntics, la seva evolució i el seu potencial.
D-wave ha obtingut més de 160 patents dels Estats Units i ha publicat més de 100 articles revisats en revistes científiques, líders en els seus sectors.

## Història
Va ser fundada el 1999 per Haig Farris, Geordie Rose, Bob Wiens i Alexandre Zagoskin, i ha esdevingut líder en la producció de maquinari i programari en la computació quàntica. D-Wave va operar com a branca de la Universitat de Colúmbia Britànica (UBC) mentre mantenia vincles amb el Departament de Física i Astronomia de la mateixa universitat. La companyia va col·laborar amb vàries universitats en l'àrea de la computació quàntica, a més de col·laborar amb diferents universitats i institucions. També va constituir associacions que, més tard, es van absorbir dins la web oficial de D-Wave fins al 2005. Durant aquest període, van expandir i evolucionar la tecnologia quàntica. El juny de 2014, D-Wave va anunciar que farien un nou ecosistema d'aplicacions quàntiques per poder expandir molt més aquesta tecnologia, per ser utilitzades en la vida real. Aquest ecosistema es va desenvolupar amb l'ajuda de les finances computacionals i un grup d'investigadors científics enfocats en la lluita contra el càncer. Un dels objectius d'aquest projecte era poder potenciar els usos dels sistemes quàntics, i així passar de fer operacions ràpides en un pla teòric a tractar aspectes de la vida real.

## Tecnologia
Els ordinadors quàntics de D-Wave aprofiten la dinàmica quàntica per accelerar i habilitar nous mètodes de resolució de problemes de lògica, optimització discreta, ciències materials i la millora de l'aprenentatge automàtic. Per poder fer tot això, els ordinadors fan un procés anomenat reconeixement quàntic.
Abans que arribessin els prototips que van llençar comercialment, aquesta empresa va experimentar amb un sistema, que es va presentar el 2007 i rebia el nom de "Sistema de computació quàntica Orion". Consistia d'un accelerador per maquinari dissenyat, especialment, per resoldre problemes del model bidimensional Ising d'un camp magnètic (sistema de 16 qbits).
L'any 2010 va llençar el seu primer sistema comercial, l'ordinador D-Wave ONE. A partir d'aquests models, van poder treure nous models al mercat, que eren una versió millorada d'aquest primer ordinador. En 2013, van llençar el D-Wave Two (sistema de 512 qbits), i el 2015, van llençar el D-WAVE 2X (sistema de 1000 qbits). L'últim model que van llençar va ser el D-Wave 2000Q al 2017 i és, actualment, el més potent i el més modern (sistema de 2000 qbits).